# Larrousse LH94
Larrousse LH94 – samochód Formuły 1 wybudowany i używany przez zespół Larrousse w sezonie 1994. Samochód ten był drugim modelem w całości skonstruowanym przez Larrousse'a; wcześniej samochody dla Larrousse budowali Lola (w latach 1987–1991) oraz Venturi (w roku 1992). Larrousse LH94 był także ostatnim samochodem Larrousse'a, jako że przed sezonem 1995 francuski zespół wycofał się z Formuły 1 na skutek problemów finansowych.

## Koncept
Larrousse LH94 został zaprojektowany przez należącą do Robina Herda firmę Larrousse UK, pomocniczą firmę Tourtel Larrousse F1 z siedzibą w Bicester (Wielka Brytania). Model opierał się na monocoque'u z poprzedniego modelu, LH93. Przednie zawieszenie nie zmieniło się w porównaniu do LH93, aczkolwiek Larrousse zmienił dostawcę amortyzatorów z firmy Bilstein na Penske. Samochód był strukturalnie sztywniejszy niż LH93.
Główne zmiany w porównaniu z poprzednikiem obejmowały zbiornik paliwa i silnik. Pojemność zbiornika paliwa została zmniejszona, jako że regulamin na sezon 1994 przywracał możliwość dotankowywania samochodów podczas pit-stopu, czego nie wolno było robić od sezonu 1984. Jeśli chodzi o silnik, to w sezonie 1993 Larrousse używał wspieranego przez Chryslera silnika Lamborghini V12, jednakże Chrysler zrezygnował z dostarczania silników po sezonie 1993. Larrousse wrócił więc do silników Forda, które stosował już w latach 1987, 1988 i 1991. Wybór padł na jednostki HB Series 7, których w roku 1993 używały Benetton i McLaren.
Larrousse zawarł porozumienie z Benettonem, w myśl którego brytyjski konstruktor dostarczał Larrousse'owi uznawanych za bardzo dobre skrzyń biegów z roku 1993.
Porozumienie to wywołało później kontrowersje, ponieważ Larrousse był zaangażowany w obronę oskarżanego o oszustwa Benettona. Podczas pit-stopu w Grand Prix Niemiec Benetton Josa Verstappena zapalił się; początkowe dochodzenie wykazało, że poprzez usunięcie siatkowego filtru mechanicy Benettona nielegalnie zwiększyli szybkość tankowania z 12 do 14 litrów, po czym Benetton tłumaczył się, że uzyskał na to zgodę producenta urządzeń do tankowania, firmy Intertechnique. Intertechnique zaprzeczyło temu, ale Larrousse ujawnił, że w maju firma ta poinformowała zespoły, że mogą usunąć filtr.

## Konstrukcja
W Larrousse UK zbudowano cztery modele LH94. Pierwsze trzy były gotowe na początek sezonu. Model oznaczony jako LH94/4 zadebiutował podczas Grand Prix Francji, zastępując LH94/3. Samochód był pomalowany w nowe barwy: po kilku latach wspierania Larrousse'a przed rząd Francji, zespół zapewnił sobie sponsoring browaru Alken-Maes. Zazwyczaj samochody zespołu ścigały się w zielonym malowaniu Tourtel, ale niekiedy zastępowało je czerwono-białe malowanie Kronenbourg.

## Rozwój
Mimo niewielkiego budżetu Larrousse miał zamiar brać udział w testach w trakcie sezonu, chcąc rozwijać samochód. Jednakże po śmierci Ayrtona Senny i Rolanda Ratzenbergera podczas Grand Prix San Marino na kolejne Grand Prix wprowadzono zmiany w przepisach, mające na celu spowolnić samochody poprzez zmniejszenie docisku oraz mocy silników. To spowodowało konieczność wybudowania przez Larrousse'a nowych części do LH94 oraz dostawy części zamiennych w celu ich potwierdzenia na resztę sezonu, co spowodowało takie ograniczenie budżetu zespołu, że ten nie mógł już rozwijać samochodu.

## LH94 w wyścigach
Kierowcami Larrousse'a na początku sezonu byli jeżdżący dla tego zespołu w poprzednim sezonie Érik Comas, oraz płacący za starty debiutant Olivier Beretta. Rok zaczął się dla zespołu obiecująco, bowiem Comas w kwalifikacjach do Grand Prix Brazylii wywalczył 13 pozycję, a eliminację później, Grand Prix Pacyfiku, ukończył na punktowanym szóstym miejscu. Jednakże zmiany w regulaminie po Grand Prix San Marino spowodowały wstrzymanie prac rozwojowych nad samochodem, co ponadto zbiegło się z serią awarii silników od Grand Prix Hiszpanii aż do połowy sezonu. Pomimo skutecznej zmiany biegów spowodowanej przez skrzynie biegów Benettona (Comas określił, że dzięki temu "fajnie prowadzi się samochód"), model LH94 był podsterowny i miał słabą trakcję. Jako że rywale Larrousse'a poczynili postępy w trakcie sezonu, Larrousse stopniowo osiągał coraz gorsze wyniki, chociaż Comas zdołał zdobyć punkt w niecodziennym wyścigu o Grand Prix Niemiec.
Opłakana sytuacja finansowa zespołu dała się we znaki szczególnie pod koniec sezonu. Wtedy to zwolniono Berettę (który zaczął zalegać z płatnościami za starty), a w jego miejsce zostali zatrudnieni kolejno  Philippe Alliot, Yannick Dalmas oraz debiutant Hideki Noda. W ostatnim Grand Prix sezonu 1994, a także ostatnim dla Larrousse'a – Grand Prix Australii – Comasa zastąpił debiutujący w Formule 1 Jean-Denis Délétraz, który zapłacił za ten start.
Larrousse podjął próbę uczestnictwa w sezonie 1995, jednakże nie miał wystarczających funduszy, by zbudować zaprojektowany przez Herda model LH95. Następnie zespół połączył się z Junior F1 Team (który nigdy nie wziął udziału w wyścigu i okazał się nieudanym projektem). Kierowcami Larrousse'a mieli zostać Comas i Christophe Bouchut. Połączenie z Junior F1 Team wraz z dodatkowym sponsoringiem pozwoliło na realizację pomysłu zbudowania modelu LH95, jednak nie na pierwszy wyścig sezonu. W związku z tym planowano na Grand Prix Brazylii i Argentyny wystawić model LH94, który miał być zmodyfikowany tak, aby być zgodnym z nowymi przepisami. Larrousse opuścił ostatecznie te Grand Prix, by skupić się na przygotowaniu modelu LH95 na Grand Prix San Marino. Głównym powodem tej decyzji był fakt zbyt dużej masy i niekonkurencyjności zmodyfikowanego LH94. Larrousse nie zdołał jednak ukończyć budowy modelu LH95 ze względu na brak pieniędzy i wycofał się z Formuły 1.

## Wyniki
| Legenda oznaczeń w tabelach wyników Wyświetl szablon na nowej stronie | Legenda oznaczeń w tabelach wyników Wyświetl szablon na nowej stronie                                                                     |
| Oznaczenie                                                            | Wyjaśnienie |
| --------------------------------------------------------------------- | --- |
| Złoty                                                                 | Zwycięzca lub mistrzostwo |
| Srebrny                                                               | 2. miejsce lub wicemistrzostwo |
| Brązowy                                                               | 3. miejsce lub II wicemistrzostwo |
| Zielony                                                               | Ukończył, punktował (w klasyfikacji generalnej, gdy zdobył co najmniej jeden punkt na przestrzeni sezonu, poza trzema powyższymi opcjami) |
| Niebieski                                                             | Ukończył, nie punktował (w klasyfikacji generalnej, gdy nie zdobył co najmniej jednego punktu na przestrzeni sezonu)                      |
| Czerwony                                                              | Nie zakwalifikował się (NZ) |
| Czerwony                                                              | Nie prekwalifikował się (NPK) |
| Różowy                                                                | Nie ukończył (NU) |
| Różowy                                                                | Niesklasyfikowany (NS) (w klasyfikacji generalnej, gdy nie został sklasyfikowany w żadnym wyścigu sezonu)                                 |
| Czarny                                                                | Zdyskwalifikowany (DK) |
| Czarny                                                                | Wykluczony (WYK/EX) |
| Biały                                                                 | Nie wystartował (NW) |
| Biały                                                                 | Kontuzjowany (K/INJ) |
| Biały                                                                 | Wyścig odwołany (OD/C) |
| Bez koloru                                                            | Został wycofany (WYC/WD) |
| Bez koloru                                                            | Nie przybył (NP/DNA) |
| Bez koloru                                                            | Nie brał udziału w treningach (NT/DNP) |
| Bez koloru                                                            | Nie został zgłoszony (–) |
| Pogrubienie                                                           | Start z pole position |
| Kursywa                                                               | Najszybsze okrążenie wyścigu |
| †                                                                     | Nie ukończył, ale jego rezultat został zaliczony ze względu na przejechanie więcej niż 90% dystansu wyścigu.                              |
| *                                                                     | Sezon w trakcie |
| 1/2/3                                                                 | Punktowana pozycja w sprincie kwalifikacyjnym                                                                                             |
| Lista systemów punktacji Formuły 1                                    | |

| Sezon | Zespół    | Silnik | Opony | Kierowcy            | 1   | 2   | 3   | 4   | 5   | 6   | 7   | 8   | 9   | 10  | 11  | 12  | 13  | 14  | 15  | 16  | Pkt. | Msc. |
| ----- | --------- | ------ | ----- | ------------------- | --- | --- | --- | --- | --- | --- | --- | --- | --- | --- | --- | --- | --- | --- | --- | --- | ---- | ---- |
| 1994  | Larrousse | Ford   | G     |                     | BRA | PAC | SMR | MCO | ESP | CND | FRA | GBR | DEU | HUN | BEL | ITA | POR | EUR | JPN | AUS | 2    | 11   |
| 1994  | Larrousse | Ford   | G     | Olivier Beretta     | NU  | NU  | NU  | 8   | NU  | NU  | NU  | 14  | 7   | 9   |     |     |     |     |     |     | 2    | 11   |
| 1994  | Larrousse | Ford   | G     | Philippe Alliot     |     |     |     |     |     |     |     |     |     |     | NU  |     |     |     |     |     | 2    | 11   |
| 1994  | Larrousse | Ford   | G     | Yannick Dalmas      |     |     |     |     |     |     |     |     |     |     |     | NU  | 14  |     |     |     | 2    | 11   |
| 1994  | Larrousse | Ford   | G     | Hideki Noda         |     |     |     |     |     |     |     |     |     |     |     |     |     | NU  | NU  | NU  | 2    | 11   |
| 1994  | Larrousse | Ford   | G     | Érik Comas          | 9   | 6   | NU  | 10  | NU  | NU  | 11  | NU  | 6   | 8   | NU  | 8   | NU  | NU  | 9   |     | 2    | 11   |
| 1994  | Larrousse | Ford   | G     | Jean-Denis Délétraz |     |     |     |     |     |     |     |     |     |     |     |     |     |     |     | NU  | 2    | 11   |